# Goldisthal

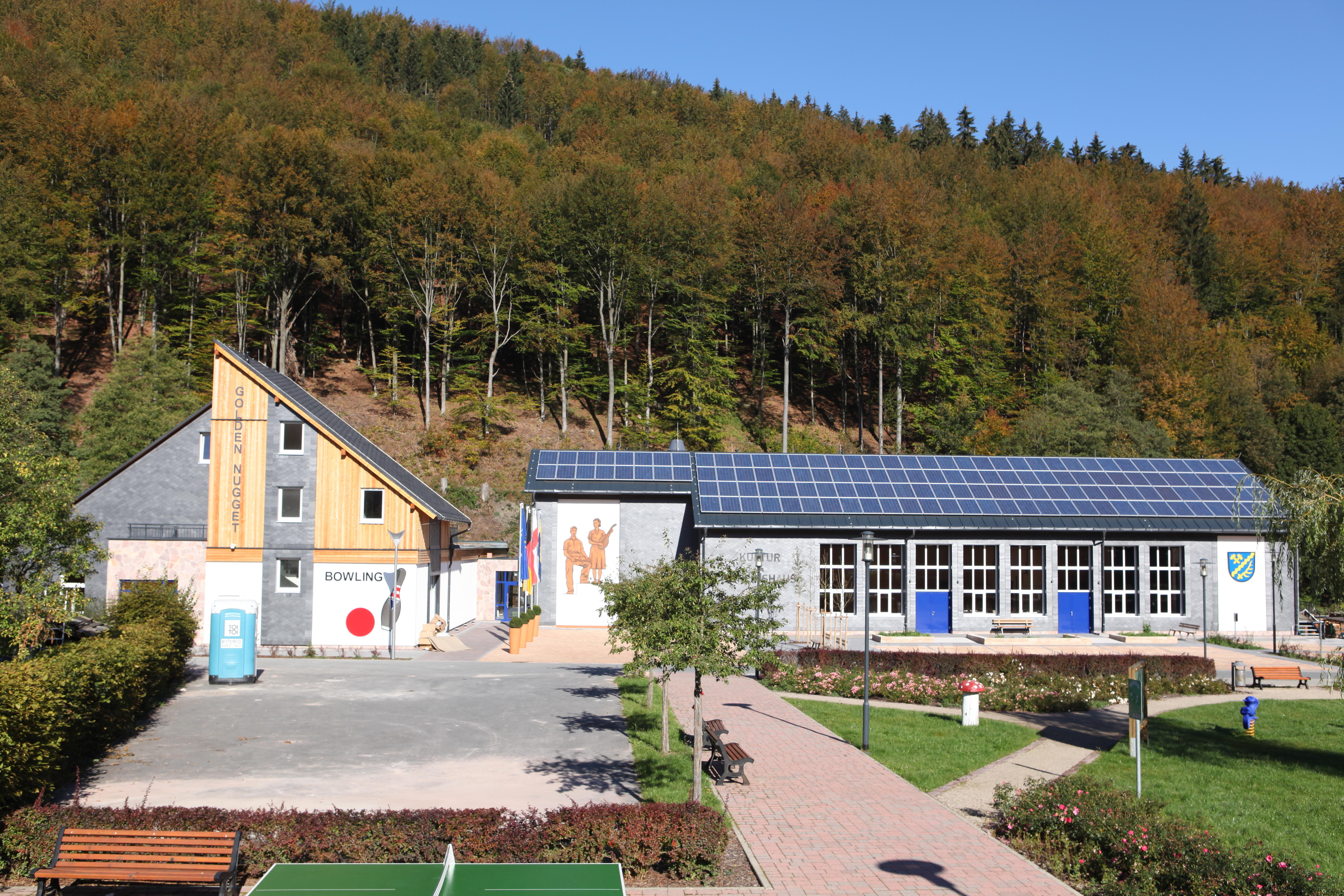
Kulturvereinshaus

Goldisthal ist eine Gemeinde in Thüringen im Landkreis Sonneberg. Erfüllende Gemeinde ist die Stadt Neuhaus am Rennweg.

## Geografie
Der Ort liegt im oberen Schwarzatal tief eingeschnitten im Thüringer Schiefergebirge. Goldisthal liegt an der Nordgrenze des Landkreises Sonneberg und als einziger Ort des Landkreises komplett nördlich des Rennsteiges. Die nächstgelegenen größeren Städte sind Ilmenau im Nordwesten und Sonneberg im Südosten. Goldisthal ist ein Straßendorf, welches sich 2 km im Schwarzatal hin zieht. Östlich des Ortes liegt der 843 Meter hohe Wurzelberg mit dem Oberbecken des Pumpspeicherwerkes Goldisthal auf seiner Spitze. Das Unterbecken liegt im Schwarzatal oberhalb des Ortes. Westlich liegt der 842 Meter hohe Eselsberg, auf welchem sich die Rennsteigwarte befindet.

### Nachbargemeinden
Im Uhrzeigersinn, beginnend im Norden:
Katzhütte – Neuhaus am Rennweg – Masserberg

## Geschichte
Der Ort wurde erstmals 1490 mit einer Goldmühle am „Kolitschberg“ urkundlich erwähnt. Der Ortsname geht auf den slawischen Bergnamen Koltsch zurück, 1718 schrieb man Golitzschthal. Eine kleine Siedlung wurde 1715 in Goldisthal umbenannt. In Goldisthal wurde bis 1774 relativ erfolglos Goldbergbau betrieben, im 18. und 19. Jahrhundert gab es im Ort insbesondere Schneidmühlen. Von 1748 bis 1863 wurde ein Hammerwerk im nördlichen Ortsteil Blechhammer betrieben. Wirtschaftliche Grundlagen des Ortes bildeten vor allem die Forstwirtschaft und das holzverarbeitende Gewerbe.
Eine Schule entstand Mitte des 19. Jahrhunderts und die evangelische Kirche 1892. Goldisthal lag in der Oberherrschaft des Fürstentums Schwarzburg-Rudolstadt. Bis 1832 gehörte der Ort zum Amt Schwarzburg und danach zum Schwarzburg-Rudolstädter Amt Oberweißbach. 1850 kam er zum Landratsamt Königsee. Zwischen 1922 und 1952 gehörte der Ort zum Landkreis Rudolstadt.
Während des Zweiten Weltkrieges mussten 60 Kriegsgefangene aus Russland und der Ukraine sowie 30 aus Frankreich im Sägewerk Berthold Langbein Zwangsarbeit verrichten. Im März 1945 wurden zwei sowjetische Gefangene bei einem Fluchtversuch erschossen. An sie erinnert ein Gedenkstein in der Ortsmitte.
Von 1952 bis 1994 gehörte der Ort zum Kreis Neuhaus und seitdem zum Landkreis Sonneberg.

## Politik
Erfüllende Gemeinde für Goldisthal ist die Stadt Neuhaus am Rennweg.

### Gemeinderat
Der Gemeinderat in Goldisthal besteht aus sechs Ratsmitgliedern:
- Wählergruppe Feuerwehr Goldisthal 2 Sitze
- Angelverein/Thüringerwald-Verein Goldisthal 2 Sitze
- Musikfreunde Goldisthal 1 Sitz
- AfD 1 Sitz

(Stand: Kommunalwahl am 26. Mai 2024)

### Wappen
| | Blasonierung: „In Blau ein goldener schräglinker Wellenbalken, oben von einem goldenen Hammer und Schlägel in schräger Kreuzung und unten von einer goldenen Hirschstange begleitet.“ |
| Wappenbegründung: Die Bergbauwerkzeuge oben stehen für die Wichtigkeit des Bergbaus in der Gemeinde seit dem 15. Jahrhundert, wobei die Farbe gold (heraldisch gelb) für den Goldabbau steht. Die Hirschstange stammt von einem Wappen von Sondershausen, zu dem das Gebiet einmal gehörte. Weiterhin symbolisiert sie die vielen Wälder und Hirsche in der Gemeinde. Der Wellenbalken steht für den Fluss Schwarza. | |

## Kultur und Sehenswürdigkeiten

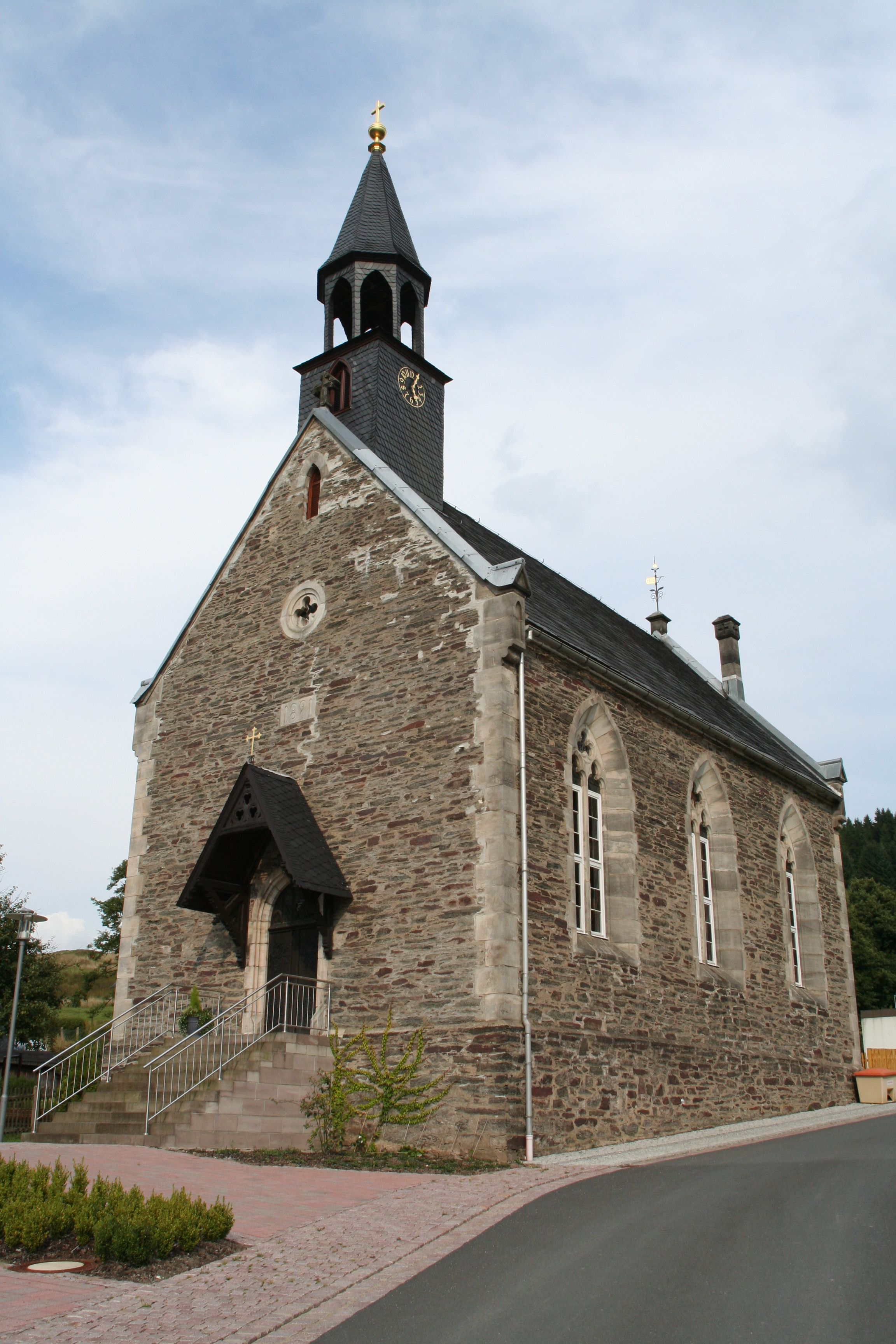
Kirche in Goldisthal

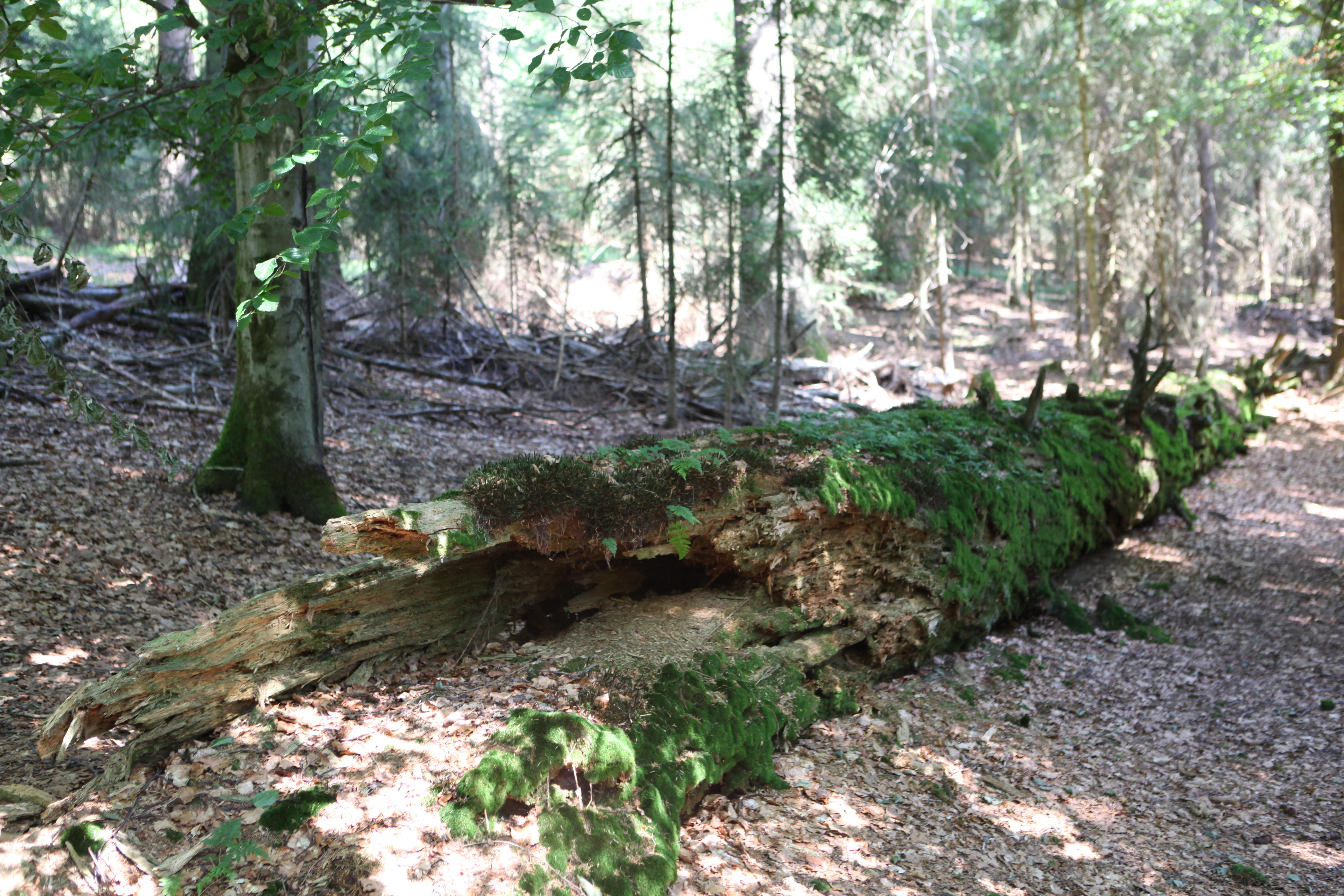
Stumpf der Königstanne

- Die evangelisch-lutherische Kirche entstand 1891/92 als neugotische Saalkirche mit Satteldach und Giebelreiter nach Plänen des schwarzburg-rudolstädtischen Baurates und Architekten Rudolph Brecht.
- Haus der Natur – Nach einer umfangreichen Sanierung beherbergt seit Ende 2013 der 3-geschossige Fachwerkbau des ehemaligen Gasthauses „Zum fröhlichen Mann“ aus dem 18. Jahrhundert das neu eingerichtete Naturkundemuseum „Haus der Natur“.
- Stumpf der Königstanne – Einst die mächtigste Tanne Deutschlands mit 44 m Höhe und einem Fußumfang von 8,75 m. In Brusthöhe hatte sie einen Durchmesser von 2,20 m. Die Holzmasse wurde rechnerisch ermittelt und betrug 66 Festmeter. Über 500 Jahre stand die Königstanne auf dem Wurzelberg, als sie im September 1947 während eines Sturmes zu Boden stürzte.
- Friedenssäule – Auf dem Wurzelberg steht seit dem Ende der 1950er Jahre das Denkmal mit der Friedenstaube. Es wurde 2008 erneuert. Zuvor stand von 1640 bis 1900 ein achteckiger Jagdsalon der Fürsten des Hauses Schwarzburg-Rudolstadt dort.

## Wirtschaft und Infrastruktur
Auf Grund der Lage in einem schmalen Tal waren in Goldisthal zu keiner Zeit größere Industrieansiedlungen möglich. Früher gab es Bergbau und das Mühlen- bzw. Hammergewerbe.
Oberhalb des Ortes auf dem Farmdenkopf in 869 m Höhe befindet sich das Oberbecken des Pumpspeicherwerkes Goldisthal mit einem Fassungsvermögen von 12 Millionen Kubikmeter. 300 m unterhalb befindet sich das Unterbecken mit ca. 19 Millionen Kubikmeter Speichervolumen.

### Verkehr
Goldisthal liegt an einer „Sackgasse“. Die einzige Straße aus dem Ort führt nach Norden in Richtung Katzhütte. Früher gab es auch noch eine südliche Straße nach Scheibe-Alsbach, die jedoch 2001 dem Unterbecken des Pumpspeicherwerkes weichen musste. Es gibt jedoch eine Ersatzstraße, die sogenannte Bergstraße, die in Richtung Scheibe-Alsbach, Sonneberg/Coburg führt.
Westlich von Goldisthal verläuft die Schnellfahrstrecke Nürnberg–Erfurt. Von 2008 bis 2018, während der Bauzeit der Schnellfahrstrecke, bestand im alten Schulgebäude von Goldisthal, neben dem Haus der Natur, ein DB-Infopunkt, in dem sich rund 80.000 Besucher über den Baufortschritt informiert haben.